# Nicholas Bennett (natation)
Pour les articles homonymes, voir Nicholas Bennett et Bennett.
Nicholas Bennett (né le 15 novembre 2003) est un nageur paralympique canadien. Il est diagnostiqué autiste à l'âge de 3 ans.

## Carrière
Le 2 septembre 2024, il obtient sa première médaille d'or paralympique en carrière aux Jeux paralympiques de Paris sur 100 mètres brasse SB14 offrant du même coup à la délégation canadienne sa première médaille d'or des jeux. Il devient également champion paralympique sur le 200 mètres 4 nages catégorie SM14 en obtenant le record paralympique deux jours plus tard. Il est aussi médaillé d'argent sur 200 mètres nage libre S14.